# Юшки
Юшки́ — село в складі Ржищівської міської громади, в Україні, в Обухівському районі Київської області. Населення становить 169 осіб.

## Населення

### Мова
Розподіл населення за рідною мовою за даними перепису 2001 року:
| Мова            | Кількість | Відсоток |
| --------------- | --------- | -------- |
| українська      | 165       | 97.63%   |
| російська       | 3         | 1.78%    |
| інші/не вказали | 1         | 0.59%    |
| Усього          | 169       | 100%     |

## Примітки

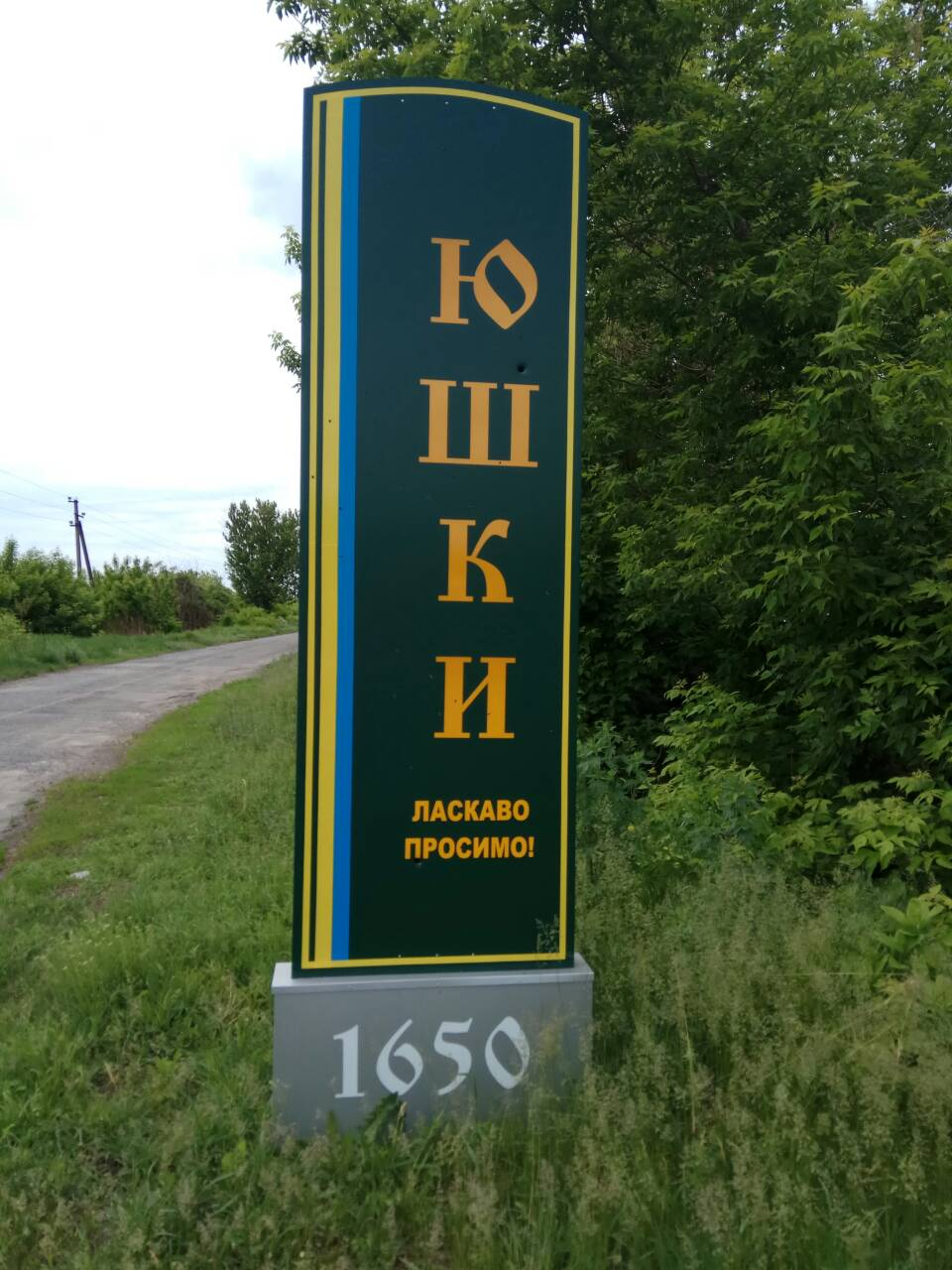
Стелла при повороті з траси.